# Kim Andersen (cykelrytter)
 For alternative betydninger, se Kim Andersen. (Se også artikler, som begynder med Kim Andersen)
Kim Andersen (født 10. februar 1958) er tidligere dansk cykelrytter og nuværende sportsdirektør for Lidl-Trek.

## Karriere
Karrierens største resultat kom i 1983, da Kim Andersen erobrede den gule førertrøje i Tour de France og forsvarede den i seks dage. Samme år vandt han 12. etape. I 1985 gentog han næsten præstationen med tre dage i den gule førertrøje. Kim Andersens største præstation i et endagsløb var da han i 1984 vandt semiklassikeren Flèche Wallonne. I 1987 blev han testet positiv i en dopingtest, hvilket udløste historiens allerførste udelukkelse på livstid fra sporten. Udelukkelsen blev senere ændret til en karantæne på et år. I 1992 blev han endnu engang testet positiv, hvorefter han blev fyret fra sit hold.
Kim Andersen har senere arbejdet for de professionelle cykelhold Team Chicky World og Team Fakta, inden han kom til Team Saxo Bank som sportsdirektør i 2004. 27. juni 2010 blev han fyret fra denne stilling, på grund af planer om at starte et nyt cykelhold, umiddelbart inden starten på Tour de France.
Han er en god ven af Kim Kirchens far, hvilket har ført til at Kirchen har fået tildelt hans navn.[kilde mangler]

## Privat
Sønnen Sebastian Andersen var i 2022-sæsonen sportsdirektør for det danske hold Riwal Cycling Team, og blev fra starten af 2023 ledende sportsdirektør for Leopard TOGT Pro Cycling.